# ديف يانسن
ديف يانسن (بالإنجليزية: Dave Jansen) هو فنان قتال مختلط أمريكي، ولد في 21 أغسطس 1979 في بورتلاند في الولايات المتحدة.

## وصلات خارجية
- ديف يانسن على موقع يو إف سي (الإنجليزية)
- ديف يانسن على موقع بيلاتور (الإنجليزية)
- ديف يانسن على موقع شيردوغ (الإنجليزية)
- ديف يانسن على موقع IMDb (الإنجليزية)